# قلات زنگویه
قلات زنگویه مربوط به دوران‌های تاریخی پس از اسلام -قرن ۷ ه.ق است و در شهرستان فیروزآباد، بخش مرکزی، روستای قلات زنگویه واقع شده و این اثر در تاریخ ۲ آبان ۱۳۸۲ با شمارهٔ ثبت ۱۰۵۲۲ به‌عنوان یکی از آثار ملی ایران به ثبت رسیده است.